# Irampanel
Irampanel (INN, kodno ime BIIR-561) je lek koji deluje kao dualni nekompetitivni antagonist AMPA receptora i neuronski blokator natrijumovih kanala. On je bio u razvoju od strane Boehringer Ingelheim za lečenje akutnog moždanog udara/cerebralne ishemije, ali ultimatno klinička ispitivanja nisu okončana za ovu indikaciju. Irampanel je takođe prvobitno bio testiran za lečenje epilepsije i bola, ali su i ove indikacije napuštene, i lek na kraju nije plasiran na tržište.